# Poricicea Zadvirne, Horodok
Poricicea Zadvirne (în ucraineană Поріччя Задвірне) este un sat în comuna Zavîdovîci din raionul Horodok, regiunea Liov, Ucraina.

## Demografie
Componența lingvistică a localității Poricicea Zadvirne
     Ucraineană (99,53%)
     Alte limbi (0,48%)
Conform recensământului din 2001, majoritatea populației localității Poricicea Zadvirne era vorbitoare de ucraineană (99,53%), existând în minoritate și vorbitori de alte limbi.